# Ian Bazalgette
Ian Willoughby Bazalgette (Calgary, 19 ottobre 1918 – Senantes (Oise), 4 agosto 1944) è stato un militare e aviatore canadese, decorato con la Victoria Cross alla memoria nel corso della seconda guerra mondiale, oltre che della Distinguished Flying Cross.

## Biografia

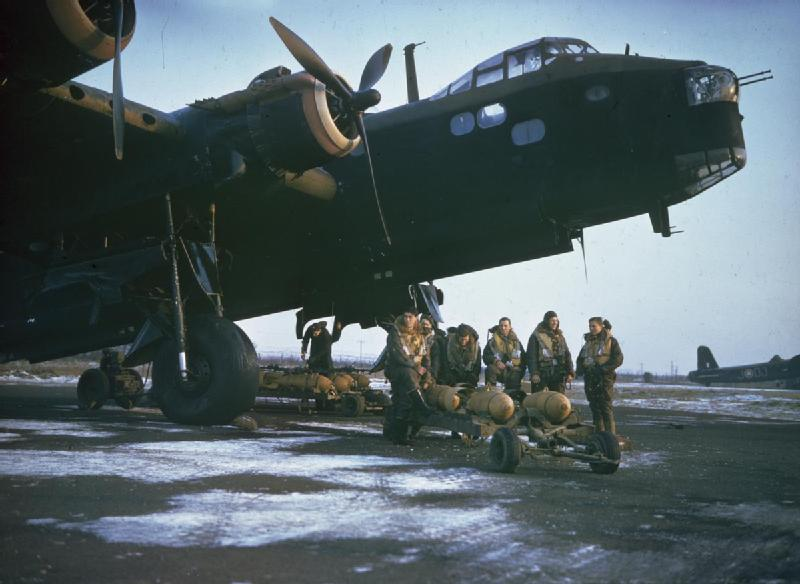
Il Short Stirling W7455/`OJ-B' del No 149 Squadron di base sulla RAF Mildenhall, Suffolk.

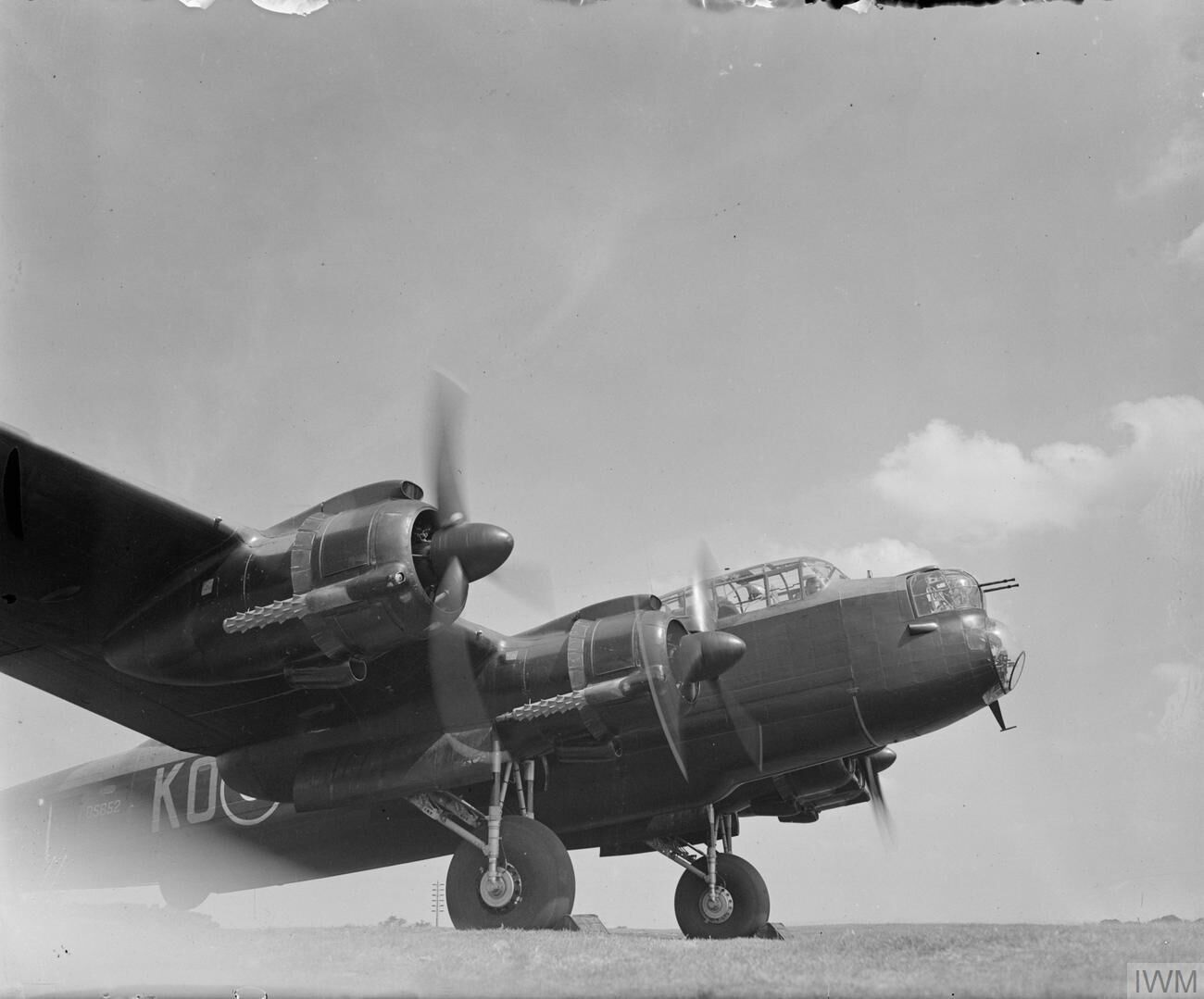
Il Lancaster B Mk. II, DS652 'KO-B', del No.115 Squadron RAF durante una prova dei motori Bristol Hercules VI in una piazzola a East Wretham, Norfolk.

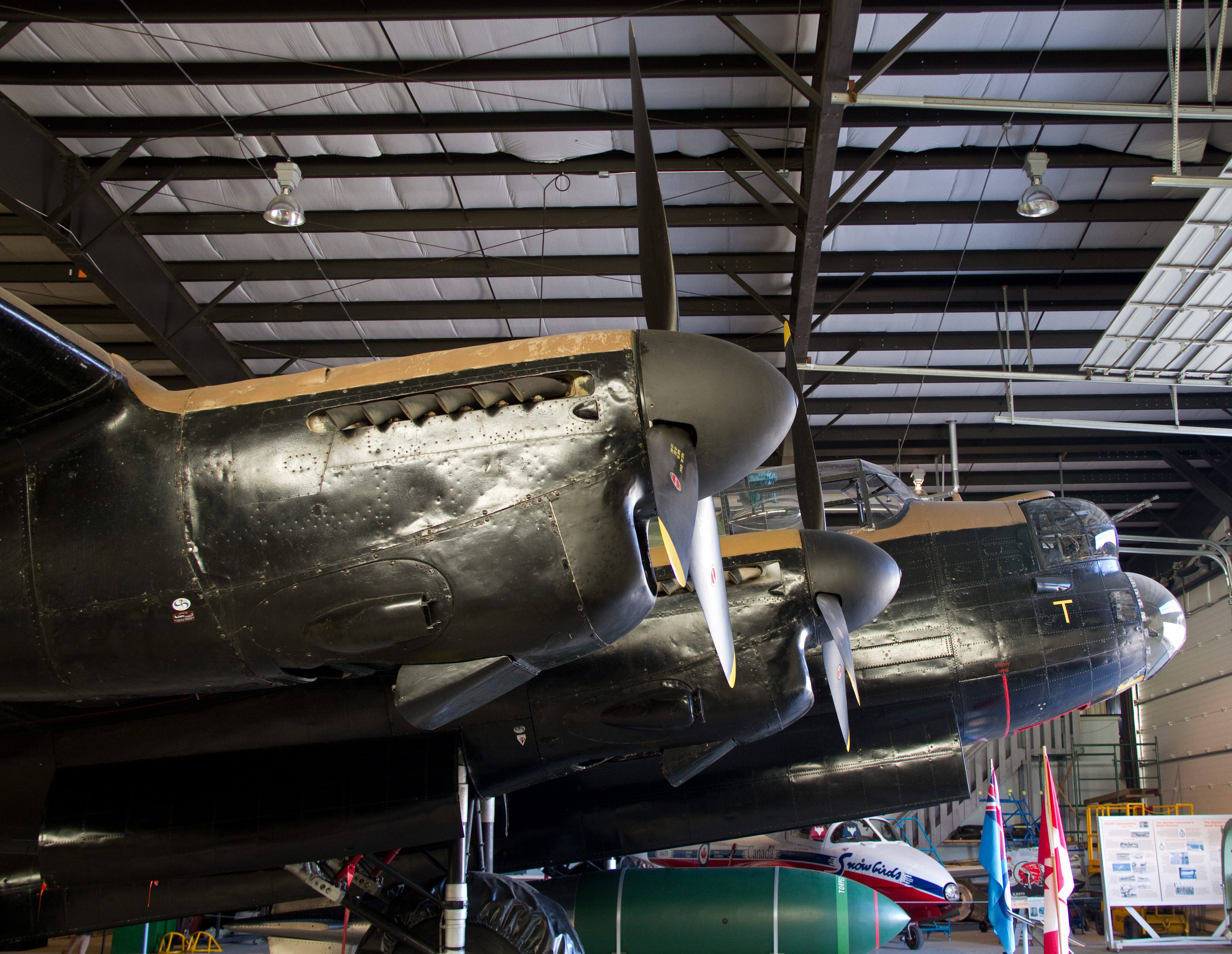
L'Avro Lancaster FM159 esposto con i colori dell'aereo di Bazalgette presso il Bomber Command Museum of Canada di Nanton.

Nacque a Calgary, stato dell'Alberta, Canada, il 19 ottobre 1918, figlio di Charles Ian (1888-1956) e della signora Marion Edith Bunn (1891–1977). Suo bisnonno era l'ingegnere civile Sir Joseph Bazalgette. In famiglia fu sempre soprannominato "Will" per distinguerlo da suo padre, che era conosciuto come "Ian". Iniziò gli studi presso la Toronto Balmy Beach School, ma li interruppe quando la sua famiglia ritornò in Inghilterra nel 1927. Crebbe a New Malden e frequentò la Rokeby School di Wimbledon (1927-1932) e poi la Beverley Boys Secondary School, dove ebbe un tutore privato. Durante l'infanzia fu in cattive condizioni di salute e a 13 anni gli fu clinicamente diagnosticata la tubercolosi, che nel 1931 richiese quattro mesi di trattamento presso il Royal Sea-Bathing Hospital di Margate.
Quando scoppiò la seconda guerra mondiale,  si arruolò nellaRoyal Artillery del British Army, venendo promosso sottotenente nel 1940.  Fu assegnato in servizio presso la Searchlight Section sita alla periferia di Edimburgo, come istruttore all'uso delle fotoelettriche. Insoddisfatto delle routine nel marzo 1941, durante un viaggio a Edimburgo, presentò domanda per entrare nella Royal Air Force Volunteer Reserve. Nel luglio dello stesso anno iniziò subito l'addestramento al volo presso la No.22 Elementary Flight Training School (EFTS) di Cambridge. Dopo solo una settimana andò in volo da solo, dimostrando ottime doti al pilotaggio. Trasferito sulla RAF Cranwell andò in volo sugli addestratori Airspeed Oxford, su cui conseguì la qualifica di pilota militare, e poi mandato alla 18 Beam Approach School di Scampton. Il 24 gennaio 1942 fu nominato ufficiale pilota, e lasciato Scampton fu mandato alla No.25 Operational Conversion Unit (OTU) volando sui bombardieri Vickers Wellington con cui effettuò missioni di addestramento al bombardamento, e alla navigazione.  Con 225 ore di volo il 14 settembre dello stesso anno fu assegnato al No.115 Squadron, equipaggiato con i Wellinghton, e di stanza sulla RAF Marham, nel Suffolk. Eseguì la prima missione come secondo pilota contro Saarbrücken, e poi effettuò missioni di lancio mine nel Mare del Nord. Trasferitosi con il No.115 Squadron dapprima sulla RAF Mildenhall e poi sulla RAF East Wretham, fu mandato presso la No.1567 Operational Training Unit dove effettuò la conversione sui quadrimotori Short Stirling, ma poco tempo, nel marzo 1943, dopo il suo reparto venne riequipaggiato con gli Avro Lancaster. All'epoca aveva effettuato 13 missioni di guerra.
Dopo aver completato con successo altre 10 operazioni  contro obiettivi fortemente difesi, tra cui Berlino, Essen, Kiel e Saint Nazaire, ritornando a volte con il velivolo molto danneggiato, sopravvivendo anche ad un atterraggio di fortuna, il 29 maggio 1943 fu decorato con la Distinguished Flying Cross per essersi distinto durante una missione su Torino.
Dopo aver completato un ciclo di 28 missioni fu tolto dai reparti operativi e trasferito, come istruttore, presso il No.20 OTU di Lossiemouth, in Scozia, prima di essere "reclutato" per i reparti dei Pathfinders, adibiti alla segnalazione dei bersagli. Nell'aprile 1944 fu assegnato al No.635 Squadron, in forza al No.8 (Pathfinder Force) Group con sede sulla RAF Downham Market, nel Norfolk.
Quando il suo addestramento al nuovo ruolo fu completato, volò come squadron leader partecipando a una serie di operazioni durante e dopo la campagna del D-Day. In qualità di "Master Bomber" eseguì la sua 58ª e ultima missione contro i siti di stoccaggio delle bombe volanti V-1 a Trossy St. Maximin, in Francia.
Il 4 agosto 1944 decollò a bordo del Lancaster Mk.III ND811 del No. 635 Squadron incaricato di contrassegnare e segnalare, tramite appositi segnali, le postazioni tedesche alla forza principale di bombardieri. Mentre si trovava vicino al bersaglio il suo aereo venne colpito dal fuoco della contraerea che mise fuori uso tutti e due i motori di sinistra provocando un grave incendio. Dato che l'aereo del suo vice era già stato abbattuto, mentre il terzo aveva dovuto rientrare alla base per un'avaria, il suo rimaneva l'unico "pathfinders" e decise di continuare la missione arrivando sul bersaglio marcandolo e bombardandolo con precisione. Dopo che le bombe vennero sganciate, il Lancaster precipitò verso il suolo, praticamente fuori controllo. Riprese il controllo dell'aereo, ma il motore interno di destra andò in avaria e l'ala sinistra prese fuoco.
Ordinò subito ai membri del suo equipaggio che ne erano in grado  (F/L Charles Godfrey DFC, Sgt George Turner, F/O Douglas Cameron DFM e F/L Geoffrey Goddard) di lanciarsi con il paracadute, e poi tentò un atterraggio di emergenza con l'aereo in fiamme vicino a Senantes (Oise). Appena tocco il suolo l'aereo esplose uccidendo lui e gli altri due membri dell'equipaggio feriti, il F/L Ivan Hibbert DFC e lo F/S Vernon Leeder. Per il coraggio dimostrato in questo frangente fu decorato con la Victoria Cross, massima onorificenza militare inglese. I suoi resti mortali, ritrovati alcuni giorni dopo, vennero nascosti da alcuni civili fino a che non arrivarono le truppe alleate,  e poi solennemente seppelliti alla presenza di sua sorella Ethel. La sua tomba si trova al cimitero di Senantes, 13 miglia a nord-ovest di Beauvais, in Francia.
Un monumento a Bazalgette, Hibbert e Leeder può essere visto lungo la strada accanto alla fattoria dove fece atterrare l'aereo. La sua Victoria Cross è esposta presso il Royal Air Force Museum di Hendon, in Inghilterra.
Al Nanton Lancaster Society Air Museum, ora Bomber Command Museum of Canada situato a Nanton, Alberta, a sud della sua città natale, un Avro Lancaster, matricola FM159, dopo un lungo periodo di ricostruzione e restauro è stato dipinto con i colori e i distintivi del suo velivolo. Nel 1990 si tenne una apposita alla presenza del capitano del gruppo TG "Hamish" Mahaddie, che aveva accettato la sua richiesta di essere trasferito nei Pathfinders, venuto appositamente dall'Inghilterra per presenziare alla cerimonia insieme a Larry Melling (DFC) che aveva volato con lui. In quella occasione Ethel Broderick, sorella di Ian Bazalgette, scoprì una targa mentre e le matricole dell'aereo (F2-T) furono scoperte da due dei membri originari dell'equipaggio di Bazalgette, Chuck Godfrey (radiotelegrafista) e George Turner (ingegnere di volo). Gli è stata anche una delle scuole di  Calgary, la Ian Bazalgette Junior High School.

## Onorificenze

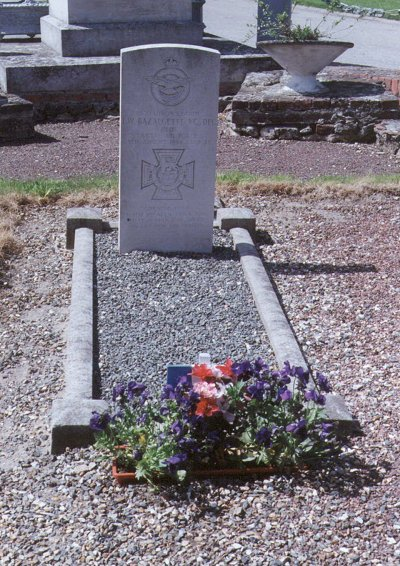
La tomba di Ian Willoughby Balzagette nel cimitero di Senantes (Oise).

### Annotazioni
1. ↑  Si trattava del Lancaster PA983 F2-A pilotato dal flight lieutnant R.W. Beveridge.
2. ↑  L'ufficiale di volo Cameron era uno dei membro dell'equipaggio del sergente pilota australiano Rawdon Middleton quando gli fu assegnata la Victoria Cross alla memoria.
3. ↑  I resti mortali di Ivan Hibbert e Vernon Leeder erano stati ritrovati dalle truppe tedesche e dopo il funerale seppellite con gli onori militari presso il cimitero militare di Beauvais- Marissel.

### Fonti
1. 1 2 3 4 5 6 7 8 9 10 11 12 13 14 15 16 17 18  VConline.
2. 1 2 3 4 5 6 7 8 9 10  Veterans.
3. 1 2 3  Aviationtrails.
4. 1 2 3 4 5 6  Delve 1999, p. 75.
5. 1 2  Delve 1999, p. 74.
6. ↑  Lake 2002, p. 52.
7. ↑  Sixth Supplement to The London Gazette del 14 agosto 1945. Pubblicata il 17 agosto 1945, Numb. 37228, p. 4185.